# Adam von Trott zu Solz
Adam von Trott zu Solz (Potsdam, 9 de agosto de 1909-Berlín, 26 de agosto de 1944) fue un jurista y diplomático alemán. Era uno de los líderes del Círculo de Kreisau (Kreisauer Kreis) y fue ejecutado por su participación en el complot del 20 de julio de 1944 contra Adolf Hitler.

## Biografía
Nació en Potsdam como el quinto hijo de un civil prusiano que fue ministro de educación con la administración guillemina. Marchó al Reino Unido para estudiar PPE (Philosophy, Politics and Economics) en el Balliol College de Oxford entre octubre de 1931 y julio de 1933, donde entabló amistad con David Astor y con Isaiah Berlin. Tras sus estudios en Oxford, von Trott pasó seis meses en los Estados Unidos.[cita requerida] Era descendiente de John Jay, uno de los Padres Fundadores de los Estados Unidos. En 1937, von Trott fue destinado a China.
Aprovechó sus viajes para conseguir apoyo fuera de Alemania para la oposición interna contra los nazis. En 1939, hizo varias visitas a Londres para convencer a Lord Lothian y a Lord Halifax de que presionaran al Gobierno británico para que abandonara su política de permisividad hacia Adolf Hitler. También visitó Washington D. C. en octubre de ese año para recibir el apoyo estadounidense, intento que resultó infructuoso.
Varios amigos de von Trott le aconsejaron no volver a Alemania, consejo que no siguió dada su convicción de que debía hacer algo para parar la locura nazi. Ya en Alemania, entró en el Partido Nazi para conseguir la información necesaria para su plan. Al mismo tiempo, sirvió como consejero político exterior del Kreisauer Kreis, grupo de intelectuales alemanes clandestinos que planeaban la caída del régimen nazi. Durante la Segunda Guerra Mundial, ayudó al líder indio Subhas Chandra Bose, huido de Alemania al comienzo de la guerra, a montar el Ejército Nacional Indio.
Von Trott formó parte del frustrado complot del 20 de julio de Claus von Stauffenberg (20 de julio de 1944) para asesinar a Hitler. Fue arrestado el 25 de julio de 1944 y condenado a muerte el 15 de agosto de 1944. El 26 de agosto de 1944 fue ejecutado en la prisión Plötzensee de Berlín.
Von Trott es uno de los cinco alemanes cuyo nombre aparece en el monumento de la Segunda Guerra Mundial del Balliol College.

## Obras
Von Trott es autor del libro Hegels Staatsphilosophie und das internationale Recht, Diss. Göttingen (V&R), 1932.

### En inglés
- Hedley Bull (editor), The Challenge of the Third Reich –The Adam von Trott Memorial Lectures, Oxford University Press, 1986. ISBN 0-19-821962-8
- Christabel Bielenberg, The Past is Myself, Corgi, 1968. ISBN 0-552-99065-5. Publicado en los EE.UU. con el título de When I was a German, 1934-1945, University of Nebraska Press, 1998. ISBN 0-8032-6151-9.
- Sheila Grant Duff: The Parting of Ways— A Personal Account of the Thirties, Peter Owen, 1982, ISBN 0-7206-0586-5.
- The Earl of Halifax: Fulness of Days, Collins, Londres, 1957.
- Michael Ignatieff: A Life of Isaiah Berlin, Chatto&Windus, 1998, ISBN 0-7011-6325-9.
- Diana Hopkinson: The Incense Tree, Routledge and Kegan Paul, 1968, ISBN 0-7100-6236-2.
- Annedore Leber (compilador), Conscience in Revolt—Sixty-four Stories of Resistance in Germany 1933-45, Valentine, Mitchell & Co, Londres, 1957.
- Klemens von Klemperer: German Resistance Against Hitler—The search For Allies Abroad, Clarendon press, Oxford, 1992, USA under Oxford University Press, ISBN 0-19-821940-7.
- Klemens von Klemperer (Editor): A Noble Combat— The Letters of Sheila Grant Duff and Adam von Trott zu Solz, 1932-1939, 1988, ISBN 0-19-822908-9.
- Giles MacDonogh: A good German—Adam von Trott zu Solz, Woodstock, N.Y., Overlook Press, 1992, ISBN 0-87951-449-3.
- A. L. Rowse: All Souls And Appeasement—A Contribution to Contemporary history, Macmillan & Co., London/New York, 1961.
- A. L. Rowse: A Man of The Thirties, Weidenfeld & Nicolson, 1979, ISBN 0-297-77666-5.
- A. L. Rowse: A Cornishman Abroad, Jonathan Cape, 1976, ISBN 0-224-01244-4.
- Christopher Sykes: Troubled Loyalty—A biography of Adam von Trott zu Slz, Collins, London, 1968.
- John W. Wheeler-Bennett: The Nemesis of Power—The German Army in Politics, 1918-1945 Macmillan & Co, London/New York, 1953.
- John W. Wheeler-Bennett: Friends, Enemies and Sovereigns—The Final Volume of his Auto-biography, MacMillan, London 1976, ISBN 0-312-30555-9.

### En alemán
- Sheila Grant Duff: Fünf Jahre bis  zum Krieg (1934-1939), Verlag C.H.Beck, trad. de Ekkehard Klausa, ISBN 3-406-01412-7.
- Annedore Leber (compilador), Das Gewissen Steht Auf, Mosaik-Verlag, Berlin, 1954.
- Marie Vassiltchikov (aka Maria Vasilchilkova): Berlin Diaries 1940-1945, 1988. ISBN 0-394-75777-7

### En inglés
- Adam von Trott zu Solz
- Adam von Trott zu Solz
- Adam von Trott zu Solz
- The Restless Conscience: Resistance to Hitler Inside Nazi Germany 1933-1945 (Film, USA 1991)
- In memorian

- Datos: Q66002
- Multimedia: Adam von Trott zu Solz / Q66002